# خانه پوشالی (فصل ۴)

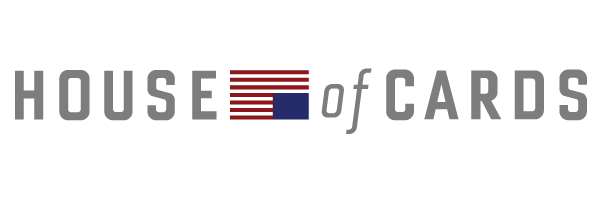
لوگوی خانه پوشالی

خبر ساخت فصل چهارم مجموعهٔ اینترنتی آمریکایی خانهٔ پوشالی اعلام شد به وسیلهٔ نتفلیکس از طریق توییتر در ۲ آوریل ۲۰۱۵ اعلام شد. فیلمبرداری در ۱۶ ژوئن ۲۰۱۵ آغاز شد. آغاز پخش این فصل در ۴ مارس ۲۰۱۶ آغاز می‌شود.

## تولید
در ۲ آوریل ۲۰۱۵، نتفلیکس از طریق حساب توییتر خود اعلام کرد که سریال خانه پوشالی را برای فصل چهارم با تعداد قسمت‌های نامشخص تمدید کرده است، که در اوایل سال ۲۰۱۶ منتشر خواهد شد. توییت بدین صورت ارسال شده بود: "من یک میراث به جا خواهم گذاشت. #Underwood2016". اولین تماس‌های تلفنی با بازیگران در ۵ ماه مه سال ۲۰۱۵ اعلام شد که در ۱۵ ماه مه رخ می‌دهد. خدمه فیلم در ۱۶ ژوئن ۲۰۱۵در حال فیلمبرداری دیده شدند.
در دسامبر ۲۰۱۵ مشخص شد در طی مناظره ریاست جمهوری سال ۲۰۱۶ حزب جمهوری‌خواه از طریق تبلیغاتی عنوان شد که در ۴ مارس ۲۰۱۶ پخش این فصل آغاز خواهد شد. در ماه ژانویه جدا شدن Beau Willimon خالق و تهیه کننده اجرایی از این فصل اعلام شد. اولین تریلر فصل که با تمرکز بر ستیز رابطه بین خانواده Underwood بود در ۱۰ فوریه عرضه شد. مطبوعات در ارتباط با تریلر نوشتند: «در سال انتخابات، مخاطرات در حال حاضر بالاتر از همیشه است و بزرگترین تهدید روبروی آنها رقابت با یکدیگر است.»